# Ableton Live
Ableton Live är en sequencer för musik och en DAW för macOS och Windows utvecklat av det tyska företaget Ableton. Live är designat för att användas som ett instrument i liveframträdanden, men det är också ett verktyg för komposition, ljudinspelning, arrangering, mixning och mastering. Live används även av många DJ:s. Den första versionen av Live släpptes 2001.